# フジテレビ月曜夜10時枠時代劇
フジテレビ月曜夜10時枠時代劇（フジテレビげつようよるじゅうじわくじだいげき）は、1967年4月3日から1968年4月1日、および1985年10月7日 から同年12月30日の2期に渡って、フジテレビ系列の月曜22時台（JST）に放送された時代劇の総称である。制作は第1期はフジテレビ、第2期は関西テレビ。
放送時間（JST）は、第1期は22:00 - 22:45、第2期は22:00 - 22:54。

## 歴史
初作品は、1967年4月3日開始の『眠狂四郎』（平幹二朗主演版）だが、わずか3作で終了し、長期に渡って時代劇はおろかドラマも放映されなかった。
その後1985年秋の改編で、『三枝の愛ラブ!爆笑クリニック』が火曜22:00に移動すると、枠交換でそれまで火曜22:00に放送された『影の軍団IV』を、『影の軍団 幕末編』と改題して移動したが、わずか3ヶ月で終了し、この枠の時代劇は事実上終了、そして関西テレビ制作の『夏樹静子サスペンス』などの単発ドラマや連続現代劇を1996年3月25日まで継続し、再び枠交換で関西テレビドラマは元の火曜22:00に移動、そして「ロート製薬&複数社」提供枠が当枠に移動して、『SMAP×SMAP』（フジテレビ・関西テレビ共同制作）を開始となる。
なおこれ以前の1960年5月から1962年9月にも、この枠では関西テレビ制作・小西酒造一社提供の時代劇が放送されていた。

## 放送作品一覧

### 第1期（フジテレビ制作）
- 眠狂四郎（平幹二朗主演版）（1967年4月3日 - 9月25日）
- ご存知からす堂（1967年10月2日 - 12月25日）
- 幕末姉妹（1968年1月1日 - 4月1日）

### 第2期（関西テレビ制作）
- 影の軍団 幕末編（1985年10月7日 - 12月30日） - 火曜22:00より改題移動。